# Р-250
Р-250 («Кит») — советский коротковолновый радиоприёмник для дальней связи, радиоразведки и пеленгации, военного и гражданского назначения, выпускавшийся в различных вариантах с 1949 до 1980 г. Один из самых совершенных в своё время образцов аппаратуры такого класса. Широко применялся также радиолюбителями-коротковолновиками.

## История создания и применения
В конце 1940-х годов в Вооружённых силах СССР, гражданских ведомствах связи и спецслужбах ощущалась острая необходимость в высококлассном радиоприёмном устройстве для магистральной связи и радиоразведки, допускающем установку на подвижных объектах, в том числе боевых кораблях. Разработка была поручена коллективу СКБ № 619 (Ленинград) под руководством Антона Антоновича Савельева, который уже занимался разработкой стационарного КВ приёмника «Крот». Техническое задание объединяло требования различных заказчиков, в том числе ГРУ Генерального штаба и МГБ СССР. Прототип нового приёмника под шифром «Русалка» появился не позже 1948 г. Другое рабочее обозначение разработки — АС-1 (по инициалам главного конструктора). В дальнейшем сухопутный вариант проходил под шифром «Кит», морской — «Русалка». Серийное производство началось в 1949 г., на вооружение приёмник принят в 1950 г. под индексом Р-250 в сухопутных силах и Р-670 — во флоте. Разработчики приёмника удостоились Сталинской премии второй степени (1950 год).
За время производства Р-250 дважды модернизировался, к нему выпускались различные дополнительные приспособления. Кроме того, изготавливались специальные мелкосерийные модификации по особым заказам различных ведомств. Приёмники использовались как самостоятельно, так и в составе различных радиотехнических комплексов (например, магистральных радиоприёмных устройств «Клён» и «Краб»).
Кроме армии, ВМФ, ГРУ и КГБ, приёмники Р-250 использовали МВД, МИД, министерства морского и речного флота, научные организации, в том числе космического направления.
В 1959 г. Р-250 был рассекречен, а ещё через 10 лет стал списываться и появляться на любительских радиостанциях и в радиоклубах ДОСААФ. Коротковолновики ценили приёмники этой серии за высокую чувствительность и стабильность частоты, к нему успешно изготавливали передающие приставки, превращая приёмник в трансивер.
Как пример надёжности упоминают экземпляр Р-670 выпуска 1953 г., который проработал на подводной лодке до 1970 г., а затем до 1985 г. в береговой службе без единого ремонта, проходил только плановое обслуживание. В приемном центре Московского военного округа «Киты» работали до начала 1990-х гг. В любительском обороте Р-250 иногда встречаются до нынешнего дня, несмотря на громоздкость и большой вес.
В 2013 г. в честь 100-летия со дня рождения А. А. Савельева его земляки, радиолюбители из села Богучаны Красноярского края, учредили диплом «Р-250».

## Характеристики основных модификаций

### Р-250 (АС-1, АС-2, Р-670 «Русалка»)
Первые серийные приемники, до принятия на вооружение, выпускались под индексом АС-1 и, позже, АС-2.
Приемник Р-250 представляет собой супергетеродин с двойным преобразованием частоты (кроме первого поддиапазона), приспособленный для приёма телеграфных (CW) и телефонных (АМ, SSB) сигналов. Рабочий диапазон 1,5—25,5 МГц (200—11,75 м) разбит на 12 поддиапазонов шириной по 2 МГц. Шкала настройки проекционного типа, с ценой деления 2 кГц, изготавливалась фотоспособом индивидуально для каждого приёмника. Приёмник выполнен на октальных лампах «металлической» серии (см. Радиолампы производства СССР/России). Входное согласующее устройство позволяет применять антенны различной конструкции и электрических характеристик, начиная от куска провода длиной несколько метров. Все конструкторские и технологические решения подчинены обеспечению максимальной надёжности и стабильности работы в условиях механических колебаний и переменной температуры и влажности. Флотский вариант Р-670 имел амортизацию ламповых панелей и дополнительную защиту от влаги.
Первый гетеродин — с кварцевой стабилизацией, второй — с плавной перестройкой. Первая промежуточная частота переменная от 1,5 до 3,5 МГц, вторая ПЧ — 215 кГц. Основная селекция производится на частоте второй ПЧ с помощью фильтра сосредоточенной селекции (ФСС) с переключаемой полосой пропускания 1, 3, 6 и 12 кГц.
Чувствительность в телеграфном режиме — 1,5 мкВ, в телефонном — 4 мкВ (по документации, реально значительно лучше).
Питание — от сети переменного тока 127/220 В 50 Гц через внешний выпрямитель с феррорезонансной стабилизацией анодного и накального напряжений, в комплект входят вибропреобразователь ВП-14-12 для питания от батарей напряжением 12 В и шланг для подключения к централизованным источникам постоянного тока или анодным и накальным батареям. Анодное напряжение приёмника составляет 160 В (при токе 100 мА), накальное 12,6 вольт (при токе 5 А), потребялемая мощность от сети переменного тока 180 ВА. Выпускались варианты с питанием от других источников (бортовых сетей и пр.)
Габариты приёмника (Ш×В×Г) — 650×460×450 мм с учётом выступающих частей и 650×530×520 мм с учётом амортизаторов, масса — 90 кг. Габариты блока питания — 495×330×340 мм, масса — 35 кг.
К приёмнику Р-250 дополнительно выпускались комплект для расширения диапазона до 33,5 МГц, приставки для приёма в СДВ, ДВ и СВ диапазонах, панорамная приставка и другое оборудование.
Выпускались до 1961 г. Ранние приёмники Р-250 представляют коллекционную ценность.

### Р-250М
Усовершенствованный вариант, выпускавшийся с 1957 (серийно с 1958 г.) по 1969 г. на заводе п/я 158, г. Харьков. Точность отсчёта оптической шкалы повышена вдвое, до 1 кГц. Схема несколько изменена с целью повысить чувствительность и избирательность. Начиная с этой модели, полоса пропускания второй ПЧ регулировалась плавно от 1 до 14 кГц. Блок питания более компактный. По заказу устанавливался электропривод настройки для дистанционного управления и автоподстройки частоты. Внесены многочисленные технологические изменения. Особого варианта Р-250М для ВМФ не существовало, об Р-670М см. ниже. Стоечный вариант для разнесённого приёма сигналов ЧТ/ДЧТ (частотной телеграфии) с двумя приёмниками Р-250М, как модернизация стойки «Клён», выпускался Барнаульским радиозаводом под обозначением КМПУ (коротковолновое магистральное приёмное устройство), но комплектовался харьковскими блоками приёмников. Стоечный вариант «Краб-М» для приёма однополосной телефонии, как модернизация стойки «Краб», имел один приёмник Р-250М.
В дальнейшем, когда Барнаульский радиозавод начал выпускать оконечные устройства Р-376 и Р-376М для приёма двухканальной однополосной телефонии, выпуск стоек «Краб-М» был прекращён.

### Р-250М2
Этот вариант был хронологически последним и выпускался с 1968 по 1980 г., а по спецзаказам — и позже.
Главное отличие — вместо металлических ламп применены пальчиковые (см. Радиолампы производства СССР/России). Масса блока питания уменьшена до 9 кг за счёт отказа от феррорезонансного стабилизатора. Введены небольшие схемные изменения. В тропическом экспортном исполнении приёмник назывался Р-250М2Т (у прежних модификаций не было специального тропического варианта).
Для ВМФ СССР приемник выпускался под индексом Р-670М. Имел несколько незначительных отличий, связанных со спецификой связи на море. Стоечная версия с двумя приёмниками Р-250М2 для разнесённого приёма ЧТ/ДЧТ на радиолиниях тоже подверглась модернизации и стала выпускаться под обозначением КМПУ-М. Она изготавливалась на Барнаульском радиозаводе, комплектовалась блоками приёмников Харьковского завода «Протон».
Большинство сохранившихся до сего дня приемников относятся именно к этому типу (Р-250М2 и Р-670М). Эксплуатационники отмечают, что по приемным свойствам он уступает более раннему Р-250М, что вызвано именно заменой октальных ламп более миниатюрными пальчиковыми.

## «Калина»
Следующей разработкой группы А. А. Савельева и дальнейшим развитием идей Р-250 стал приёмник «Калина», предназначенный для слежечных нужд КГБ и ГРУ и приёма ЧТ/ДЧТ с повышенной стабильностью. Приёмник имел гибкую блочную архитектуру. В состав блоков входили, в частности, аналоговый синтезатор частоты, позволявший осуществлять беспоисковую и бесподстроечную связь в режиме быстродействующего буквопечатания, а также оконечные устройства Р-376/376М для однополосной телефонии и Р-371/Р-360/Р-360М2 для приёма буквопечатания в различных режимах.
«Калина» была попыткой совместить в одном устройстве достоинства приёмника армейской связи «Молибден» Р-154М2 и Р-250М, не вполне удачной. Аппарат был недостаточно надёжным, сказалась низкая культура производства на периферийном заводе и конструкторские просчёты. После преждевременной смерти А. А. Савельева финансирование этого очень дорогого проекта было прекращено ввиду появления цифровых синтезаторов частоты. Тем не менее приёмник выпускался в Барнауле с 1969 по 1975 год в трёх модификациях («Калина», «Калина-М» и «Степь»).